# Solveig Gunbjørg Jacobsen
Solveig Gunbjørg Jacobsen (* 8. Oktober 1913 in Grytviken, Südgeorgien; † 25. Oktober 1996) war die erste bekannte Person, die südlich der antarktischen Konvergenz geboren wurde. Ihr Vater, Fridthjof Jacobsen (1874–1953), siedelte sich 1904 in Südgeorgien an, um Direktionsassistent der Walfangstation Grytviken zu werden, deren Leiter er von 1914 bis 1921 war. Zwei der drei Kinder Jacobsens und seiner Ehefrau Klara Olette Jacobsen wurden auf der Insel geboren. Die Geburt wurde vom britischen Magistraten auf Südgeorgien, James Wilson, registriert.
Nach ihr ist das Jacobsen Valley im westantarktischen Vinson-Massiv benannt.